# Ich + Ich
Ich + Ich (gesprochen ich und ich) ist ein deutsches Popmusikprojekt, das aus den Musikern Annette Humpe und Adel Tawil besteht.

## Geschichte
Annette Humpe und Adel Tawil lernten sich im Frühjahr 2002 zufällig in einem Tonstudio in Berlin kennen, als Tawil bei einer Auftragsproduktion singen sollte, für die Humpe die Texte geschrieben hatte. Als Humpe auf Tawils Stimme aufmerksam wurde, suchte sie Kontakt zu ihm. Tawil war damals schon als Mitglied der Gruppe The Boyz bekannt.
Aus dieser Begegnung entstand 2004 ein gemeinsames Album, das am 18. April 2005 erschien. Die erste Vorabauskoppelung Geht’s dir schon besser? stieg am 8. November 2004 in die deutschen Singlecharts ein. Du erinnerst mich an Liebe und Dienen wurden Top-10-Erfolge in Deutschland. Im Januar und Februar 2006 gingen Humpe und Tawil mit ihrem Album auf Deutschland-Tournee, die ein großer Erfolg war. Fast alle Konzerte waren ausverkauft. Das Tourabschlusskonzert fand im Kesselhaus in der Kulturbrauerei in Berlin vor knapp 2000 Zuschauern statt.
Das zweite Studioalbum Vom selben Stern erschien am 29. Juni 2007. Die gleichnamige Single wurde bereits am 15. Juni veröffentlicht und war 63 Wochen in den deutschen Musikcharts vertreten, womit es die am längsten in den Charts verzeichnete Single der Band ist. Am 9. November 2007 folgte die zweite Single-Auskopplung Stark, die zu diesem Zeitpunkt bereits auf Platz zehn der deutschen Airplaycharts lag und in den regulären Charts sofort auf Platz vier einstieg. Am 4. April 2008 folgte mit So soll es bleiben die dritte Singleauskopplung. So soll es bleiben stieg direkt auf Platz drei der Charts und ist somit der fünfte Top-Ten-Erfolg des Duos in Deutschland. Das Album stieg am 20. Juni 2008, nach 53 Wochen, auf Platz eins der deutschen Albumcharts.
Mit über 1,25 Millionen verkauften Tonträgern und drei Platin-Singles in direkter Folge ist Vom selben Stern das erfolgreichste deutsche Popalbum der Gegenwart.
Am 13. November 2009 wurde das dritte Studioalbum Gute Reise veröffentlicht, von dem am 30. Oktober vorab die Single Pflaster ausgekoppelt wurde. Mit dieser Single schafften es Ich + Ich zum ersten Mal in ihrer Karriere auf Platz eins der deutschen Singlecharts; auch das Album Gute Reise stieg mit Position eins in die Charts ein und hielt sich fünf Wochen in Folge auf der Spitzenposition.
Bis 2010 hatten Ich + Ich über drei Millionen Alben verkauft.
Ende August 2010 entschieden sich die beiden Künstler, eine kreative Pause zu nehmen und sich dann auf getrennte Projekte zu konzentrieren. „Nach sieben Jahren muss man auch mal was Neues probieren“, so Tawil. Am 1. September 2010 dementierten Humpe und Tawil das Gerücht, die Band habe sich aufgelöst. Es werde eine kreative Pause eingelegt, aber das bedeute nicht das Aus für Ich + Ich. Die noch laufende Tournee wolle die Band aber noch absolvieren, hieß es laut Bild-Zeitung von der Plattenfirma Universal.
Ich + Ich traten am 1. Oktober 2010 beim Bundesvision Song Contest 2010 in und für Berlin zusammen mit Mohamed Mounir an und belegten den dritten Platz mit 100 Punkten.

## Diskografie
Studioalben

| Jahr | Titel Musiklabel               | Höchstplatzierung, Gesamtwochen, AuszeichnungChartplatzierungen (Jahr, Titel, Musiklabel, Platzierungen, Wochen, Auszeichnungen, Anmerkungen) | Höchstplatzierung, Gesamtwochen, AuszeichnungChartplatzierungen (Jahr, Titel, Musiklabel, Platzierungen, Wochen, Auszeichnungen, Anmerkungen) | Höchstplatzierung, Gesamtwochen, AuszeichnungChartplatzierungen (Jahr, Titel, Musiklabel, Platzierungen, Wochen, Auszeichnungen, Anmerkungen) | Anmerkungen                                                 |
| Jahr | Titel Musiklabel               | DE | AT | CH | Anmerkungen                                                 |
| ---- | ------------------------------ | --- | --- | --- | ----------------------------------------------------------- |
| 2005 | Ich + Ich Polydor (UMG)        | DE10 Gold · (44 Wo.)DE | AT34 (20 Wo.)AT | — | Erstveröffentlichung: 18. April 2005 Verkäufe: + 100.000    |
| 2007 | Vom selben Stern Polydor (UMG) | DE1 ×6Sechsfachplatin · (154 Wo.)DE | AT2 Platin · (78 Wo.)AT | CH4 Platin · (65 Wo.)CH | Erstveröffentlichung: 29. Juni 2007 Verkäufe: + 1.300.000   |
| 2009 | Gute Reise Polydor (UMG)       | DE1 ×5Fünffachgold · (88 Wo.)DE | AT4 Gold · (34 Wo.)AT | CH5 Gold · (27 Wo.)CH | Erstveröffentlichung: 13. November 2009 Verkäufe: + 700.000 |

## Auszeichnungen
- 1 Live Krone

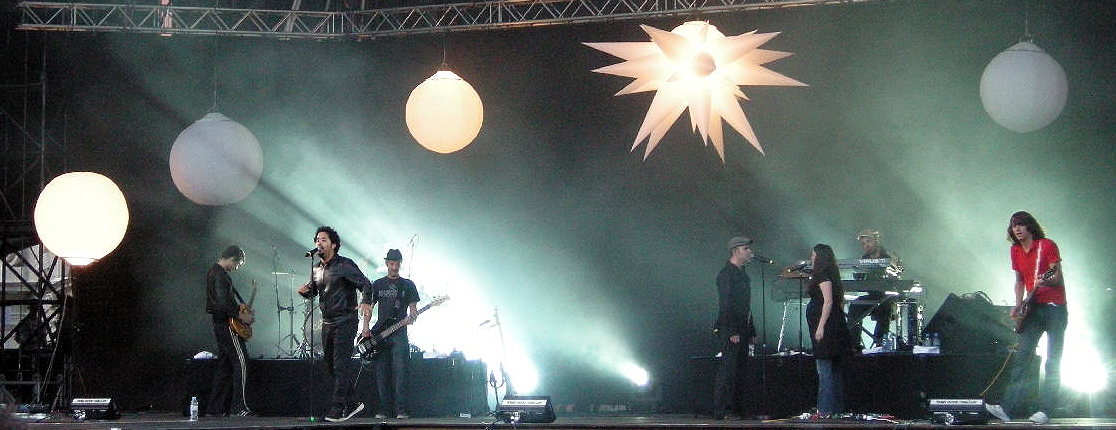
Ich + Ich in Salem 2008

  - 2008: als Beste Band 2008 am 4. Dezember 2008[9]
- Deutscher Musikautorenpreis
  - 2009: als Erfolgreichstes Werk am 28. Mai 2009[10]
- DIVA-Award
  - 2008: als Music-Artist of the Year 2008[11]
- Echo
  - 2009: als Beste Band National - Rock Pop am 21. Februar 2009[12]
  - 2010: als Erfolgreichstes Produzententeam National am 3. März 2010[13]
  - 2011: als Erfolgreichster Künstler Rock/Pop National am 24. März 2011[14]
  - 2011: als Bester Live Act National am 24. März 2011[14]
- Goldene Kamera
  - 2009: als Musik National am 4. Februar 2009[15]
- Goldene Stimmgabel
  - 2005: als Erfolgreichstes Duo Pop[16]
  - 2006: als Erfolgreichstes Duo Pop[16]
- musicbeat.de
  - 2007: als Best Pop National 2007[17]

## Trivia
- Im Video zu Vom selben Stern sind die Gesichter zahlreicher Prominenter zu sehen, etwa von Silbermond-Sängerin Stefanie Kloß, Rockmusiker Udo Lindenberg, den beiden Stonedeafproduction-Sängern Vincent Stein und Dag-Alexis Kopplin, Jasmin Weber, den Fußballern Fredi Bobic und Sofian Chahed, James Last, Pegah Ferydoni, Kurt Krömer, dem Musiker und Comedian Olli Dittrich, den MTV-Moderatoren Patrice Bouédibéla und Palina Rojinski, Panda-Sängerin Anna Fischer und Politikerin Antje Vollmer. Auf die Frage, wie es dazu kam, erklärte Tawil im Interview mit dem NDR: „Da kamen wir auf die Idee, so eine Art Portrait-Video zu machen, die dann ineinander morphen. Und jeder Charakter singt dieses Lied. Und da haben wir halt all unsere Freunde angerufen, Leute aus Berlin halt, meine ganze Familie ist dabei, der Zahnarzt. Annette hat natürlich auch Udo Lindenberg angerufen und Olli Dittrich und da haben wir uns sehr gefreut, dass so viele mitgemacht haben. Das waren drei Drehtage, die sehr, sehr witzig waren.“
- Tawils damalige Frau Jasmin (geborene Weber) spielte außerdem in den Musikvideos zu Geht’s dir schon besser? und Hilf mir mit.
- Humpe war 1980 Mitbegründerin und Stimme der Gruppe Ideal.
- Humpe ist die Schwester von Inga Humpe, die mit Tommi Eckart das Popduo 2raumwohnung bildet. Beide Schwestern spielten in den frühen 1980er Jahren im Projekt DÖF (Deutsch-Österreichisches Feingefühl) und veröffentlichten später als Duo zwei Alben, Humpe • Humpe (1985) und Swimming with Sharks (1987).
- Im Song Vom selben Stern wird in der Begleitmelodie des Refrains die Melodie von Codo zitiert, dem bekanntesten Song von DÖF.
- Bei Konzerten steht nur Tawil auf der Bühne, da Humpe nach eigenen Angaben großes Lampenfieber hat. Für den Musikpreis ECHO 2008 machte sie eine Ausnahme und stand als Backgroundsängerin mit auf der Bühne.
- Für die ARD-Vorabendserie „Eine für alle – Frauen können’s besser“ wurde der Song So soll es bleiben als Titelsong ausgewählt.
- Pflaster ist für Ich + Ich der erste Nummer-eins-Hit in Deutschland. Adel Tawil stand bereits unter eigenem Namen an der Spitze der deutschen Charts, Annette Humpe als Teil von DÖF schon im Jahr 1983.